# 梅島 (足立区)
梅島（うめじま）は、東京都足立区の地名。現行行政地名は梅島一丁目から三丁目。住居表示実施済み区域である。

## 地域
東京都足立区中部を南北に貫く国道4号の西側、東京都道318号環状七号線と東武伊勢崎線に囲まれた三角形の町が梅島である。広義の「梅島」は、公称地名の「梅島一～三丁目」を含む周辺地域全体を指し、かつての東京府南足立郡梅島村に相当する。旧梅島村は現行の梅島一～三丁目の他に、現在の栗原、島根、一ツ家、平野、中央本町、西新井栄町、梅田の全部あるいは一部をその領域としていた。
隣接する地域は、北は島根および栗原、東は中央本町、南は梅田、西は西新井栄町。

### 地価
住宅地の地価は、2025年（令和7年）1月1日の公示地価によれば、梅島1-19-9の地点で41万6000円/m2となっている。

## 地名の由来
1889年（明治22年）の町村合併で梅田村・島根村・小右衛門新田・栗原村を合併した際、中心となる梅田と島根から頭文字をとって梅島村が誕生し、これを基盤として1945年（昭和20年）と1947年（昭和22年）の二度の区画整理の実施を経て梅島町が成立したことに由来する。

## 世帯数と人口
2025年（令和7年）1月1日現在（足立区発表）の世帯数と人口は以下の通りである。
| 丁目       | 世帯数    | 人口     |
| ---------- | --------- | -------- |
| 梅島一丁目 | 2,468世帯 | 3,799人  |
| 梅島二丁目 | 2,032世帯 | 3,469人  |
| 梅島三丁目 | 3,002世帯 | 5,114人  |
| 計         | 7,502世帯 | 12,382人 |

### 人口の変遷
国勢調査による人口の推移。
| 年                 | 人口   |
| ------------------ | ------ |
| 1995年（平成7年）  | 11,232 |
| 2000年（平成12年） | 10,793 |
| 2005年（平成17年） | 10,699 |
| 2010年（平成22年） | 11,848 |
| 2015年（平成27年） | 11,350 |
| 2020年（令和2年）  | 12,474 |

### 世帯数の変遷
国勢調査による世帯数の推移。
| 年                 | 世帯数 |
| ------------------ | ------ |
| 1995年（平成7年）  | 4,729  |
| 2000年（平成12年） | 4,788  |
| 2005年（平成17年） | 5,063  |
| 2010年（平成22年） | 6,003  |
| 2015年（平成27年） | 5,757  |
| 2020年（令和2年）  | 6,894  |

## 学区
区立小・中学校に通う場合、学区は以下の通りとなる（2023年4月時点）。なお、足立区では学校選択制度を導入しており、区内全域から選択することが可能。ただし、小学校に関しては、2018年（平成30年）度から学区域または学区域に隣接する学校のみの選択になる。
| 丁目       | 番地            | 小学校                 | 中学校             |
| ---------- | --------------- | ---------------------- | ------------------ |
| 梅島一丁目 | 5番〜23番       | 足立区立梅島小学校     | 足立区立第九中学校 |
| 梅島一丁目 | 1〜4番 24〜30番 | 足立区立弥生小学校     | 足立区立第四中学校 |
| 梅島一丁目 | 31番以降        | 足立区立梅島第一小学校 | 足立区立第十中学校 |
| 梅島二丁目 | 2〜5番 10番以降 | 足立区立梅島第一小学校 | 足立区立第十中学校 |
| 梅島二丁目 | 1番             | 足立区立梅島第一小学校 | 足立区立第四中学校 |
| 梅島二丁目 | 6〜9番          | 足立区立弥生小学校     | 足立区立第四中学校 |
| 梅島三丁目 | 1番〜3番        | 足立区梅島小学校       | 足立区立第九中学校 |
| 梅島三丁目 | 4番以降         | 足立区立梅島第一小学校 | 足立区立第十中学校 |

## 事業所
2021年（令和3年）現在の経済センサス調査による事業所数と従業員数は以下の通りである。
| 丁目       | 事業所数  | 従業員数 |
| ---------- | --------- | -------- |
| 梅島一丁目 | 191事業所 | 1,604人  |
| 梅島二丁目 | 119事業所 | 1,661人  |
| 梅島三丁目 | 207事業所 | 2,791人  |
| 計         | 517事業所 | 6,056人  |

### 事業者数の変遷
経済センサスによる事業所数の推移。
| 年                 | 事業者数 |
| ------------------ | -------- |
| 2016年（平成28年） | 529      |
| 2021年（令和3年）  | 517      |

### 従業員数の変遷
経済センサスによる従業員数の推移。
| 年                 | 従業員数 |
| ------------------ | -------- |
| 2016年（平成28年） | 5,076    |
| 2021年（令和3年）  | 6,056    |

## 交通

### 鉄道
- 東武鉄道

東武伊勢崎線：梅島駅/西新井駅

### 道路
- 国道4号（日光街道）
- 東京都道318号環状七号線（環七通り）
- 旧日光街道

## 施設
- 梅島住区センター
- 足立区立梅島第一小学校
- 足立区立第四中学校
- 足立区立第九中学校
- 足立消防署
- 足立梅島郵便局
- イオン西新井店

## 史跡
- 小右衛門稲荷神社
- 富士塚遺物
- 裾引稲荷伝説
- 槐戸地地蔵尊
- 梅島天満宮

## 歴史

### 年表
- 1889年5月1日 - 町村合併で梅田村・島根村・小右衛門新田・栗原村が合併し、梅田と島根から一文字ずつとって梅島村が誕生する。
- 1928年10月1日 - 梅島村が町制を施行し南足立郡梅島町となる。
- 1932年10月1日 - 足立区成立に伴い、旧梅島町の区域は旧村名を継承して梅田町・島根町・小右衛門町・栗原町となり、行政地名としての梅島は一旦消滅する。
- 1945年3月10日 - 千住栄町・島根町・千住弥生町・梅田町の一部をもって梅島町が設置される。
- 1965年1月1日 - 梅島町の一部に住居表示が実施され、梅田七・八丁目の一部となる。
- 1966年4月1日 - 梅島町の残存地域と千住栄町の全域、小右衛門町・島根町・栗原町・梅田町の一部に住居表示が実施され、梅島一〜三丁目が設置される。

## その他

### 日本郵便
- 郵便番号 : 121-0816[3]（集配局 : 足立北郵便局[16]）。